# Ancylolomia
Ancylolomia là một chi bướm đêm thuộc họ Crambidae.

## Các loài
- Ancylolomia aduncella Wang & Sung, 1981
- Ancylolomia agraphella Hampson, 1919
- Ancylolomia albicostalis Hampson, 1919
- Ancylolomia arabella Błeszyński, 1965
- Ancylolomia argentata Moore, 1885
- Ancylolomia argenteovittata Aurivillius, 1910
- Ancylolomia atrifasciata Hampson, 1919
- Ancylolomia auripaleella Marion, 1954
- Ancylolomia caffra Zeller, 1877
- Ancylolomia capensis Zeller, 1852
- Ancylolomia carcinella Wang & Sung, 1981
- Ancylolomia castaneata Hampson, 1919
- Ancylolomia cervicella Błeszyński, 1970
- Ancylolomia chrysargyria Hampson, 1919
- Ancylolomia chrysographellus (Kollar & Redtenbacher, 1844)
- Ancylolomia claudia Bassi, 2013
- Ancylolomia croesus Hampson, 1919
- Ancylolomia disparalis Hübner, 1825
- Ancylolomia dives Hampson, 1919
- Ancylolomia drosogramma Meyrick, 1936
- Ancylolomia elisa Bassi, 2013
- Ancylolomia elongata D. Lucas, 1917
- Ancylolomia endophaealis Hampson, 1910
- Ancylolomia felderella Błeszyński, 1970
- Ancylolomia fulvitinctalis Hampson, 1919
- Ancylolomia gracilis Fawcett, 1918
- Ancylolomia hamatella Wang & Sung, 1981
- Ancylolomia holochrea Hampson, 1919
- Ancylolomia indica C. Felder, R. Felder & Rogenhofer, 1875
- Ancylolomia inornata Staudinger, 1870
- Ancylolomia intricata Błeszyński, 1970
- Ancylolomia irrorata Hampson, 1919
- Ancylolomia jacquelinae Rougeot, 1984
- Ancylolomia japonica Zeller, 1877
- Ancylolomia kuznetzovi Błeszyński, 1965
- Ancylolomia laverna Błeszyński, 1970
- Ancylolomia lentifascialis Hampson, 1919
- Ancylolomia likiangella Błeszyński, 1970
- Ancylolomia locupletellus (Kollar & Redtenbacher, 1844)
- Ancylolomia longicorniella Song & Chen in Chen, Song, Yuan & Zhang, 2004
- Ancylolomia melanella Hampson, 1919
- Ancylolomia melanothoracia Hampson, 1919
- Ancylolomia micropalpella Amsel, 1951
- Ancylolomia minutella Turati, 1926
- Ancylolomia mirabilis Wallengren, 1876
- Ancylolomia nigrifasciata Bassi, 2004
- Ancylolomia obscurella de Joannis, 1927
- Ancylolomia obstitella (Swinhoe, 1886)
- Ancylolomia ophiralis Hampson, 1919
- Ancylolomia orchidea Błeszyński, 1970
- Ancylolomia palpella (Denis & Schiffermüller, 1775)
- Ancylolomia paraetoniella Turati, 1924
- Ancylolomia parentii Bassi in Bassi & Trematerra, 2014
- Ancylolomia pectinatellus (Zeller, 1847)
- Ancylolomia pectinifera Hampson, 1910
- Ancylolomia perfasciata Hampson, 1919
- Ancylolomia planicosta E. L. Martin, 1956
- Ancylolomia prepiella Hampson, 1919
- Ancylolomia punctistrigellus (Mabille, 1880)
- Ancylolomia rotaxella Błeszyński, 1965
- Ancylolomia saharae P. Leraut, 2012
- Ancylolomia sansibarica Zeller, 1877
- Ancylolomia saundersiella Zeller, 1863
- Ancylolomia shafferi Rougeot, 1977
- Ancylolomia shefferialis Rougeot, 1984
- Ancylolomia simplella de Joannis, 1913
- Ancylolomia taprobanensis Zeller, 1863
- Ancylolomia tentaculella (Hübner, 1796)
- Ancylolomia tripolitella Rebel, 1909
- Ancylolomia tripunctalis Maes, 2011
- Ancylolomia umbonella Wang & Sung, 1981
- Ancylolomia uniformella Hampson, 1896
- Ancylolomia westwoodi Zeller, 1863

## Hình ảnh

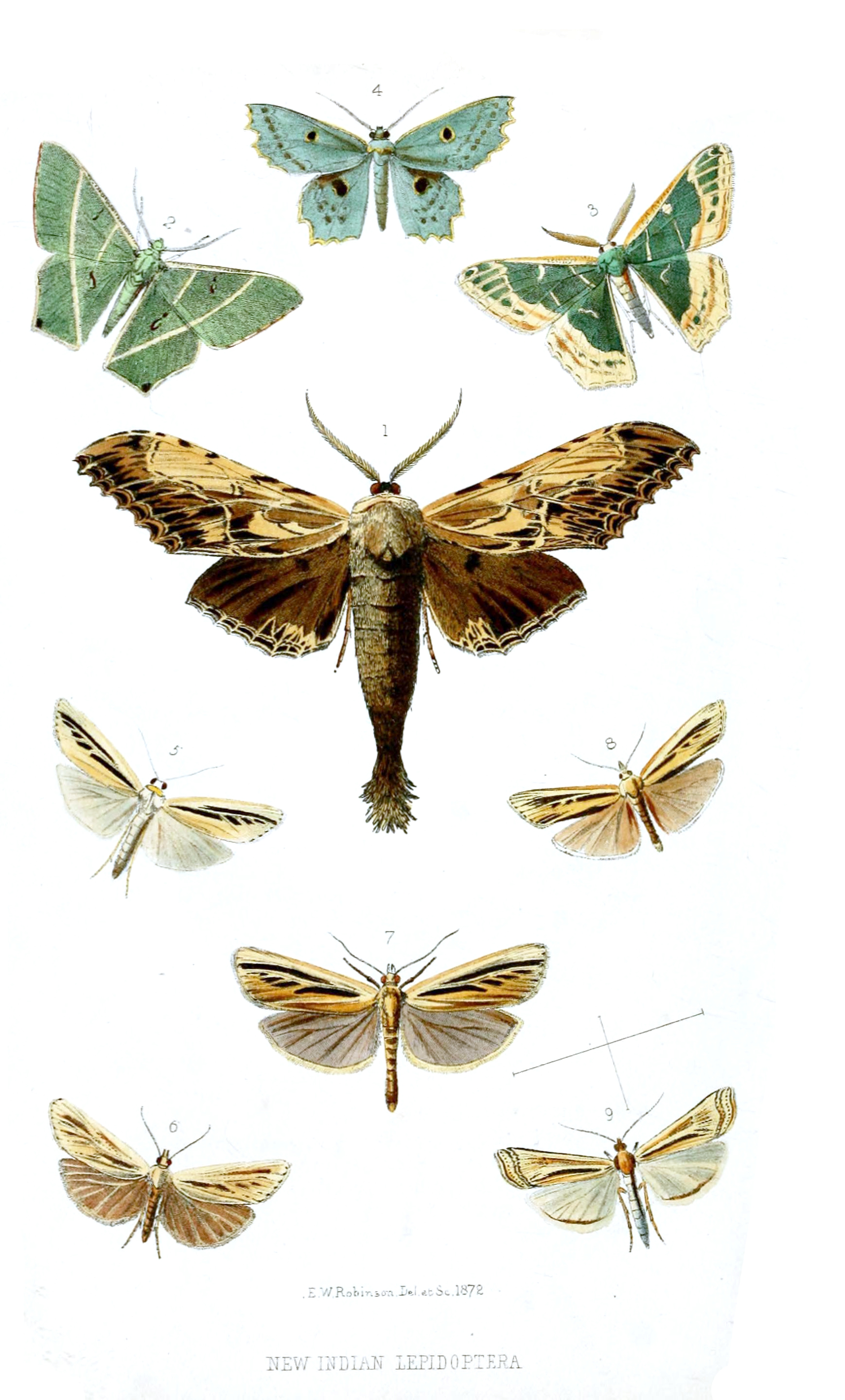